# Maurice Viollette
Maurice Gabriel Viollette, né le 3 septembre 1870 à Janville (Eure-et-Loir) et mort le 9 septembre 1960 à Dreux, est un avocat et homme politique français.
Il est maire de Dreux de 1908 à 1959 (avec interdiction d'exercice de 1940 à la Libération) et député et sénateur d'Eure-et-Loir. Il est ministre du Ravitaillement en 1917. Gouverneur général de l'Algérie de 1925 à 1927, il est à l'initiative d'un projet de loi donnant à certains Algériens musulmans le droit de vote et la nationalité française pendant qu'il est ministre d'État sous le Front populaire de 1936 à 1938.
Sa bravoure en tant que capitaine au front dans l'Oise lors de la Première Guerre mondiale lui vaut la Croix de guerre.

## Biographie

### Jeunesse et formation
Fils de Jules Viollette (1840-1896), banquier, et de Marie Foucher, Maurice Viollette, après l'école communale de Janville (Eure-et-Loir), poursuit sa scolarité au lycée Pothier d'Orléans, où vivent ses grands-parents maternels. Il obtient son baccalauréat après un premier échec et fait son service militaire à Montargis au 82e régiment d'infanterie.
Il fait ensuite ses études de droit (licence - DES - doctorat) à la Faculté de Paris après avoir passé deux thèses: Les offres réelles en droit français et La plus-value due aux fermiers sortants en droit français. Avocat inscrit au barreau de Paris en 1892, il adhère à l'Association des Jeunesses républicaines, où il donne des conférences.

### Vie politique et sociale
En 1896, il devient à 26 ans chef de cabinet d'Alexandre Millerand, ministre du Commerce, de l'Industrie, des Postes et Télégraphes de 1899 à 1902 dans le gouvernement Pierre Waldeck-Rousseau.
En 1897, il est élu conseiller municipal de Janville et remplace son père, décédé l'année précédente. Il est ensuite candidat aux législatives à Chinon en 1898, sans succès, puis élu conseiller municipal à Tours en 1900. Il est secrétaire de la première séance et désigné pour participer à deux commissions (finances et enseignement).
Candidat aux législatives de 1902 à Dreux et élu député radical d'Eure-et-Loir, il est constamment réélu jusqu'en 1919. Ayant refusé d'adhérer au Bloc national, il est battu lors des élections législatives de 1919 par François Durand-Béchet, alors que la Chambre des députés est dite « bleue horizon », la majorité de ses membres étant des anciens combattants de la Grande Guerre.
Le 6 novembre 1912, il épouse à 42 ans Thérèse Mathon dans le 6e arrondissement de Paris.
Membre de la Ligue des droits de l'homme, il retrouve son siège au Palais-Bourbon en 1924 (radical, puis républicain socialiste à partir de 1928). Il est sénateur d'Eure-et-Loir de 1930 à 1939. Après la guerre, il siège à la première (1945) et la seconde (1946) Assemblées constituantes comme radical, puis comme UDSR. Élu UDSR à l'Assemblée nationale en 1946, il est inscrit au groupe républicain radical et radical-socialiste de 1951 à 1955.
Maurice Viollette est aussi très actif dans la franc-maçonnerie. Initié en mars 1893 à la loge Bienfaisance et Progrès, il est plus tard élu au Conseil de l'Ordre du Grand Orient de France.
Maire de Dreux de 1908 à 1959 (sauf lors de la période de décembre 1940 à août 1944, où il est révoqué des fonctions par arrêté du ministre de l'Intérieur du gouvernement de Vichy), il est ministre du Ravitaillement en 1917, gouverneur général de l'Algérie de 1925 à 1927 et ministre d'État sous le Front populaire de 1936 à 1938.

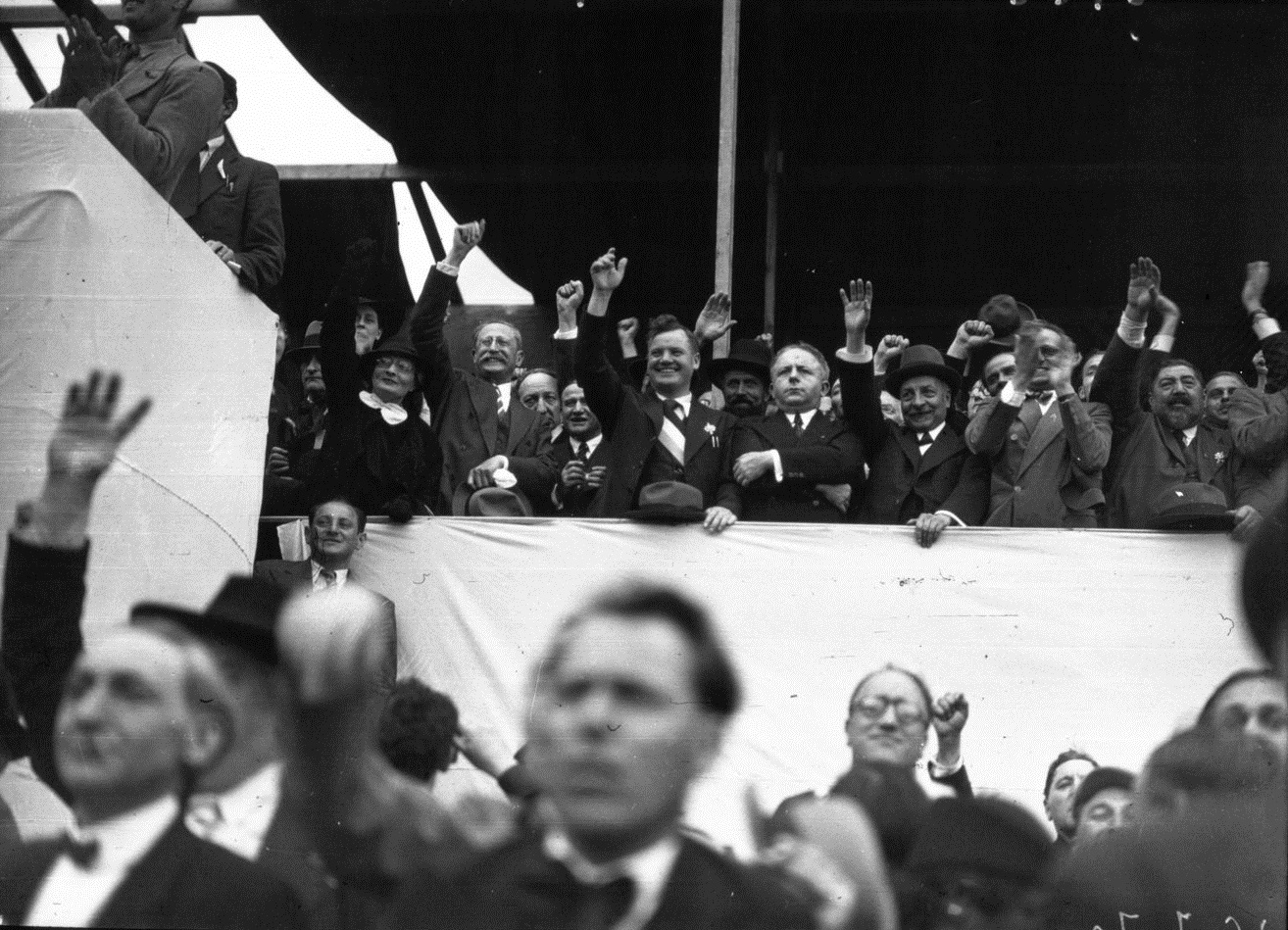
Manifestation du Rassemblement Populaire le 14 juillet 1936.
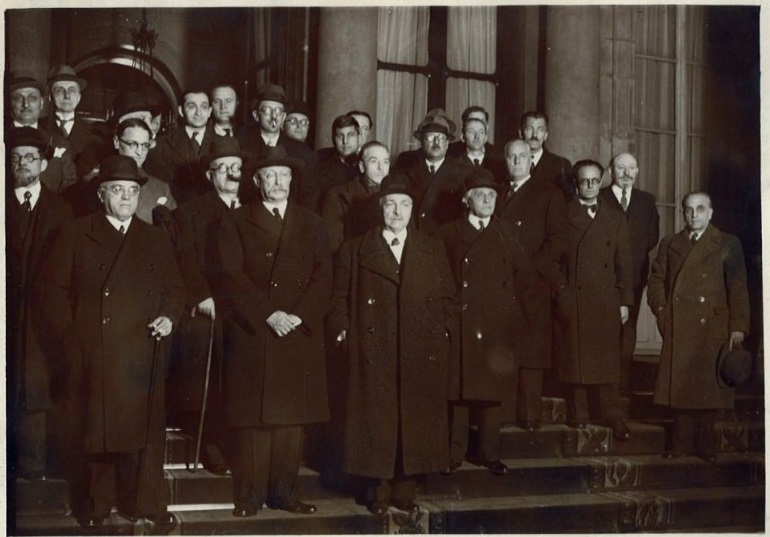
Le gouvernement Blum 14 mars 1938.

En 1931, il publie l'ouvrage intitulé L'Algérie vivra-t-elle ? et affirme que si l'Algérie devait rester le fief exclusif des colons, elle serait dans « quinze ou vingt ans » perdue pour la France.
Partisan des réformes dans l'Empire colonial francais, il est l'auteur du projet de loi Blum-Viollette, qui prévoit d'accorder la citoyenneté française et le droit de vote aux élites musulmanes algériennes. Le projet est rejeté sous la pression des colons français d'Algérie.

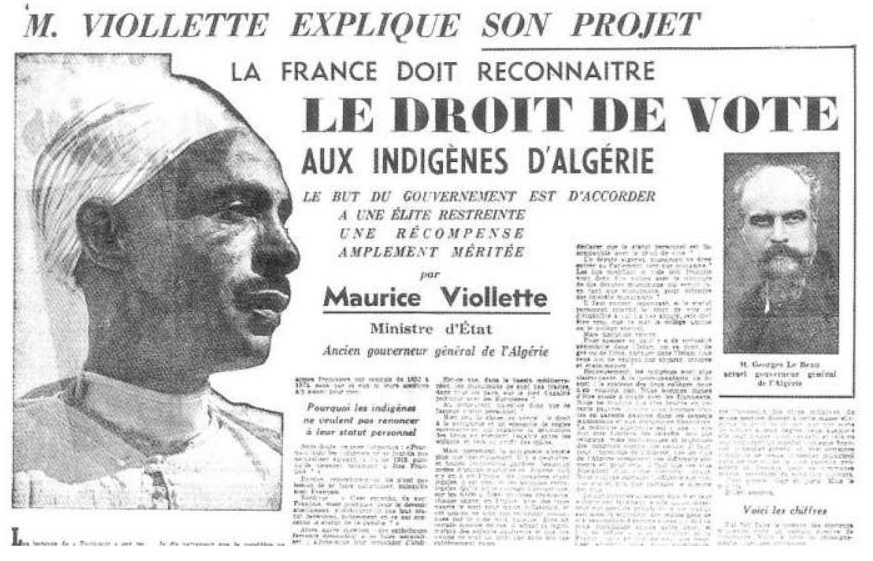
Paris-Soir, 7 mars 1937.
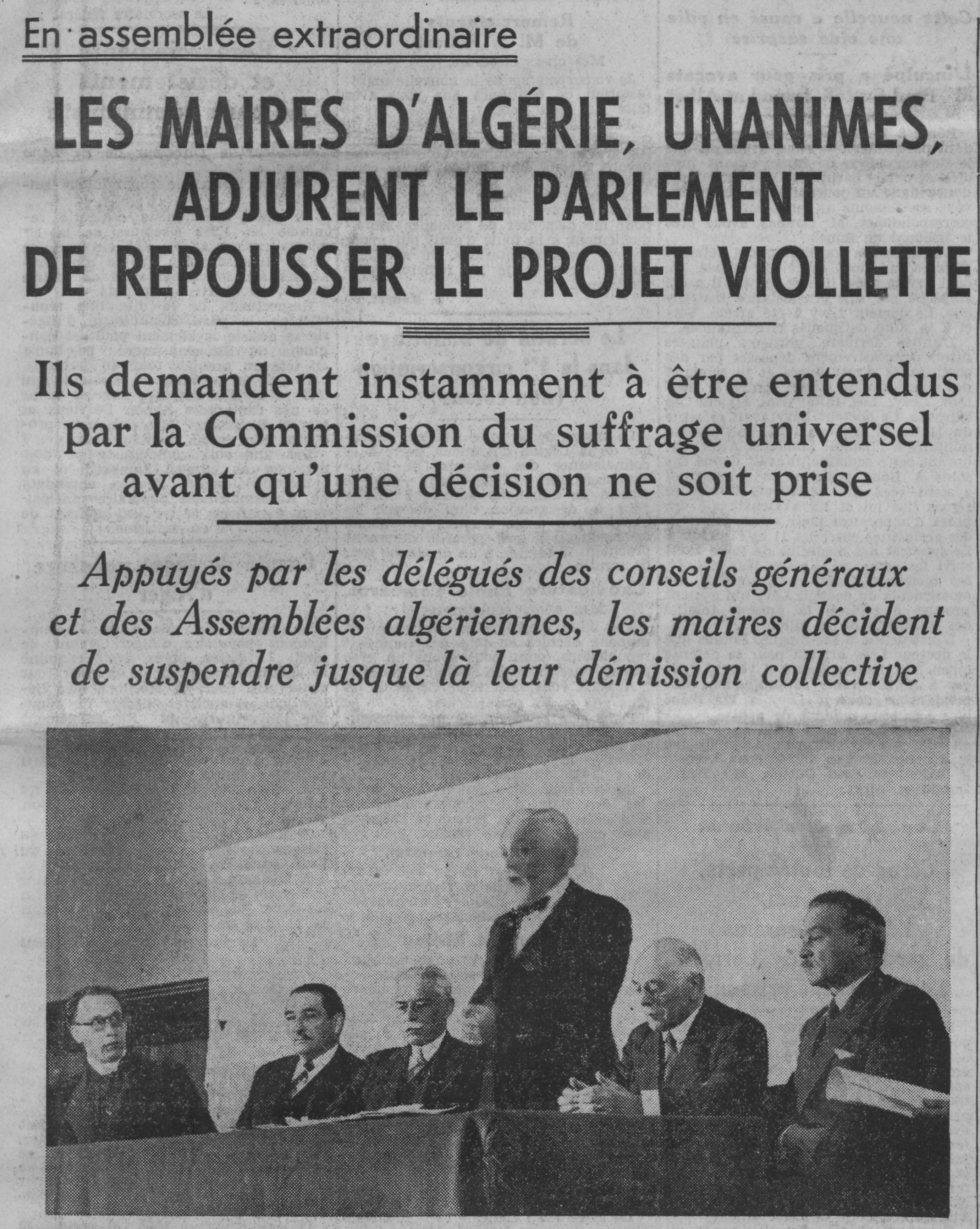
L'Écho d'Alger, 9 février 1938.

Lors de l'invasion allemande de la France en 1940, il quitte Dreux et se retrouve à Sainte-Foy-la-Grande (Gironde). Franc-maçon, il est démis de ses fonctions de maire de Dreux le 31 décembre 1940 en application de la loi sur les sociétés secrètes,. Alors qu'il demeure au 5, boulevard du Montparnasse, à Paris, il est arrêté en février 1941 par la police française, qui l'interroge à Chartres et l'assigne ensuite à résidence surveillée dans un hôtel de Redon (Bretagne). Il refuse de payer l'hôtelier et estime qu'il est pensionnaire de l'établissement contraint et forcé et que c'est donc à l'administration de payer l'hôtel.
Il est assigné à résidence dans son appartement parisien au 199 rue de Grenelle, puis, ayant déménagé rue Cognacq-Jay, où il reste jusqu'en avril 1944 après avoir quitté Paris pour s'installer chez un couple d'amis, les Benoist, au Mesnil-sur-l'Estrée (Eure), puis allant près d'Orgerus pour se rapprocher de Dreux. Pour venir à Dreux, il fait le voyage à bord d'une ambulance, la tête entourée de bandelettes pour ne pas être reconnu. Arrivé dans la ville, il est hébergé rue Godeau chez le docteur Gautier, où une cachette est aménagée en cas de fouilles.
Il est réélu après la Libération et reste député jusqu'en 1955 ainsi que maire de Dreux et président du conseil général d'Eure-et-Loir de 1920 jusqu'à sa mort.
En 1947, faisant partie de la commission parlementaire chargée d'enquêter sur les événements de 1939 à 1945, il se rend avec d'autres parlementaires sur l'Île d'Yeu pour y interroger le maréchal Pétain pendant deux heures.
Le 19 octobre 1950, il intervient en séance de nuit à la Chambre des députés. À la suite de Pierre Mendès France, qui, dans son intervention de l'après-midi, avait alerté l'assemblée sur les risques pour la nation de poursuivre la guerre d'Indochine. Il dit : « Le jour où nos combattants d'Indochine apprendraient que nous nous sommes rapprochés de leur ennemi, le jour où ils apprendraient que nous pensons à négocier une sorte d'armistice comme celui de 1940, les armes leur tomberaient des mains. »
En 1952, le conseil municipal décide, malgré l'opposition de quatre conseillers membres du Parti communiste français, que la Grande Rue de Dreux prendra le nom de Maurice Viollette. 
Le 1er octobre 1959, suivant acte sous sein privé à Dreux, il crée avec Robert Hersant, éditeur, et André Boussemart, la Société d'édition et de publicité d'Eure-et-Loir, SARL au capital d'un million de francs, son siège étant situé 23, rue Saint-Martin, à Dreux.
Maurice Viollette n'a pas d'enfants et pour seule famille une unique nièce, qui meurt avant lui dans un accident d'automobile. Dans son testament en date du 17 janvier 1960, il lègue notamment 300 000 francs à sa ville natale de Janville, dont le revenu doit être attribué chaque année par le conseil municipal aux familles nécessiteuses de la ville, ainsi que ses estampes algériennes de son cabinet de Chartres et son pendule de Barbedienne, bronze et marbre noir, qui se trouvait dans sa chambre. Il donna sa maison de Dreux, rue Loiseleur-Deslongchamps, pour qu'elle devienne un musée-bibliothèque[réf. nécessaire].

### Décès et obsèques

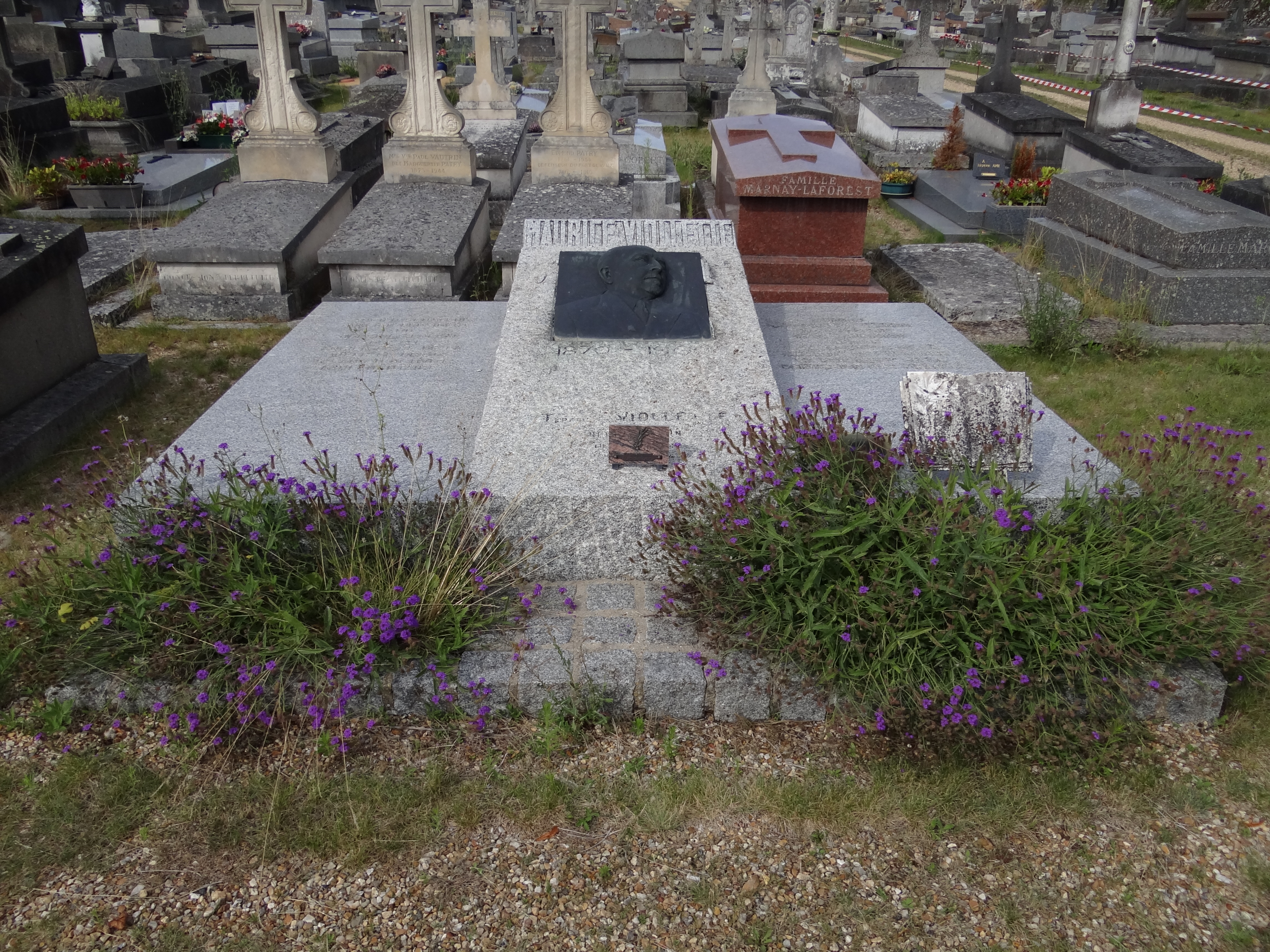
La tombe de Maurice Viollette au cimetière ancien de Dreux (Eure-et-Loir).

Maurice Viollette meurt en son domicile de Dreux d'une crise cardiaque le 9 septembre 1960, à l'âge de 90 ans. Sa dépouille mortelle est exposée au beffroi de Dreux, dont la façade est en partie recouverte d'un drap noir. Ses obsèques ont lieu le 14 septembre, trois chars couverts de fleurs précèdent le corbillard. Au cimetière, sept discours sont prononcés.
Sa veuve, Thérèse Mathon, meurt dans sa maison de la rue Loiseleur-Deslongchamps le 19 novembre 1969, à l'âge de 84 ans.

## Hommages
- L'association des amis de Maurice Viollette, présidée par Éric Duquesnoy, professeur d'histoire à Dreux, travaille à transformer la maison en musée ;
- Son nom a été donné à une rue de Chartres et à la rue principale de Dreux, aujourd'hui voie piétonne ;
- Son nom a également été donné à une école de Lucé construite en 1982.

## Critique
En 1957, dans une tribune libre, l'historien local Charles Maillier (1886-1970), conseiller municipal, critique le caractère autocratique de Maurice Viollette, maire de Dreux :
« Le fait est que M. Viollette ayant fait de la politique électorale le but de sa vie, il lui a tout subordonné. Il a su se créer un renom d'omniscience, s'entourer d'une auréole comme un petit Roi-Soleil, qui n'est au fond qu'un miroir aux alouettes, devant lequel certains se laissent prendre, tandis que d'autres béent d'admiration. Attitude dont lui-même doit sourire, car il a trop d'intelligence pour qu'il en soit autrement... Pour lui, le Conseil municipal a toujours été une arène politique, un marchepied de plus. Il doit donc en être le seul maître. C'est d'ailleurs ce qui l'a gêné pour devenir un véritable administrateur local. Il s'est imposé dès le début. Dès l'instant où, à la recherche d'un siège parlementaire, il vint échouer à Dreux, au grand dam du parti radical qui fut sa première victime. Dès que M. Viollette put pénétrer au Conseil, il en fit un organisme à ses ordres. Au fil des années, les séances devinrent de pure forme. C'est à cause de cela qu'en ville on avait baptisé le Conseil municipal : la tribu des Béni-Oui-Oui. »